# 大叶过路黄
大叶过路黄（学名：Lysimachia fordiana）为报春花科珍珠菜属的植物，为中国的特有植物。分布在中国大陆的广西、广东、云南等地，生长于海拔800米的地区，见于密林中及山谷溪边湿地，目前尚未由人工引种栽培。

## 别名
大叶排草（中国高等植物图鉴）